# ليريس
ليريس (بالفرنسية: Lières)‏ هي بلدية تقع في إقليم باد كاليه من منطقة نور با دو كاليه في شمال فرنسا. تبلغ مساحة هذه المدينة 3.24 (كم²)، وترتفع عن سطح البحر 85 م، يبلغ عدد سكانها 348 نسمة حسب إحصاء المعهد الوطني للإحصاء والدراسات الاقتصادية سنة 2009 م. وترأس Maurice Crétel البلدية خلال فترة (2008-2014).

## أعلام
- لويس ديبريز